# نادي كوبتداغ عشق آباد
نادي كوبتداغ عشق آباد هو نادي كرة قدم تركماني من مدينة عشق آباد يلعب حالياً في دوري تركمانستان،تأسس النادي في 1947.